# Parti communiste britannique
Ne doit pas être confondu avec Parti communiste de Grande-Bretagne, Parti communiste de Grande-Bretagne (marxiste-léniniste) ou Parti communiste révolutionnaire de Grande-Bretagne (marxiste-léniniste).
Le Parti communiste britannique (Communist Party of Britain) est un parti politique britannique. 
Fondé en 1988 il se présente comme un héritier du Parti communiste de Grande-Bretagne (fondé en 1920). Avec 1 026 membres en 2007, c'est le plus important parti communiste du Royaume-Uni.
Son dirigeant est le Gallois Robert Griffiths (en).

## Présentation
Le parti est créé par une branche dissidente de l'historique Parti communiste de Grande-Bretagne, qui l'accuse de révisionnisme pour avoir abandonné l'idée du rôle dominant de la classe ouvrière dans le processus révolutionnaire.
Lors des élections générales de mai 2005, le Parti communiste britannique présente des candidats dans six circonscriptions. Ils obtiennent en moyenne 0,55 % des voix.
En avril 2008, un membre du parti, Clive Griffiths (sans lien de parenté avec Robert Griffiths (en)), est élu conseiller communal à Hirwaun, au Pays de Galles.
Le parti appelle à la nationalisation des industries et à une économie planifiée et contrôlée par les travailleurs et l'État, affirme défendre la liberté de la presse et la liberté d'expression, ainsi que la disparition de l'État pour laisser à terme la place à une société communiste révolutionnaire, par définition sans État.
Le Parti communiste britannique est présent en Angleterre, en Écosse et au Pays de Galles, mais pas en Irlande du Nord, où le principal parti communiste est le Parti communiste d'Irlande.